# Tarring Neville
Tarring Neville is een civil parish in het bestuurlijke gebied Lewes, in het Engelse graafschap East Sussex met 36 inwoners.